# Paulinho Pedra Azul

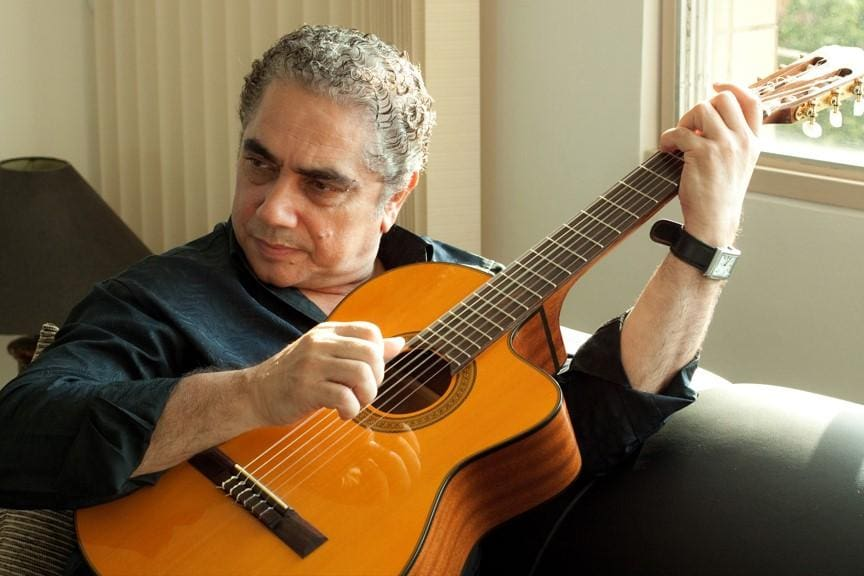
Paulinho Pedra Azul (Crédito foto: Ludimila Loureiro)

Paulinho Pedra Azul, nome artístico de Paulo Hugo Morais Sobrinho (Pedra Azul, Minas Gerais Gerais, 3 de agosto de 1954) é um cantor, poeta, artista plástico e compositor brasileiro.

## Biografia
Nasceu na cidade de Pedra Azul, no Vale do Jequitinhonha, em Minas Gerais. Além de músico, com 27 discos gravados, também é autor de 200 telas a óleo e acrílico e de 17 livros.
Sua carreira artística teve início por volta dos 13 anos de idade, na segunda metade da década de 1960, inicialmente com as artes plásticas. Enveredando pela música participou de um conjunto chamado “The Giants”, em que trabalhou com Rogério Braga, Mauro Mendes, Marivaldo Chaves, Salvador, Edmar Moreira e André, interpretando canções dos Beatles, The Fevers, Os Incríveis, Erasmo e Roberto Carlos, dentre outros.
A partir do final dos anos 1960 participou de festivais regionais de música e de poesia, tendo realizado inúmeros shows em cidades do interior de Minas Gerais. Nos anos 70, mudou-se para São Paulo onde morou por dez anos, período no qual trabalhou com o cantor, humorista e ator Saulo Laranjeira, também oriundo de Pedra Azul. Retornou depois para Minas, se fixando em Belo Horizonte onde até hoje reside.
Durante o tempo em que viveu em São Paulo gravou seus três primeiros discos. O LP de estreia fez grande sucesso com a canção que lhe dá o título: "Jardim da Fantasia", popularmente conhecida como "Bem te vi" .
Com um estilo que varia do romântico à MPB, fortemente influenciada pelo Clube da Esquina, e com algumas composições de chorinhos, Paulinho Pedra Azul tem 27 discos gravados, a maioria deles independentes, tendo vendido cerca de 500 mil exemplares de toda a sua obra. É também autor de 200 telas a óleo e acrílico e de 17 livros, dentre eles “Delírio Habanero - Pequeno Diário em Cuba”, escrito durante visita à ilha de Fidel Castro.
Ao longo de mais de quatro décadas de carreira, Paulinho Pedra Azul já contou em seus trabalhos, como discos e shows, com as participações de: Dominguinhos, Marcus Viana,Tadeu Franco, Wagner Tiso,Tavinho Moura, Juarez Moreira, Toninho Horta, Esdra Ferreira (Neném), Raimundo Fagner, Cliff Korman, Gilvan de Oliveira, Pena Branca e Xavantinho, Padre Fábio de Melo, Rogério Flausino, Tunai, Diana Pequeno, Rosa Maria Collin, Geraldo Azevedo, Beto Guedes, Lô Borges, Orquestra Opus entre tantos outros.
Apesar de não ser um constante frequentador da mídia de massa, Paulinho Pedra Azul consegue ser conhecido por um segmento específico que envolve principalmente universitários. Pesquisa feita pela AMAR (Associação de Músicos, Arranjadores e Regentes), o destacou como o segundo cantor mais conhecido de Minas Gerais, ficando atrás apenas de Milton Nascimento.
A sua canção mais conhecida é "Jardim da Fantasia", que, segundo o próprio Paulinho, é apelidada de "Bem te vi". A música teria sido feita para uma noiva falecida do compositor, mas ele nega isto. Outra curiosidade da composição mais famosa do artisa é o fato do público associar o início do principal refrão da música ao pássaro Bem-te-vi: "Bem te vi, bem te vi, andar por um jardim em flor, chamando os bichos de amor, tua boca bingava a mel.", mas o cantor afirma que "Bem te vi" se refere a expressão "Bem que eu te vi andar por um jardim em flor", sem ter nenhuma relação com o pássaro.
"Jardim da Fantasia" já foi interpretada por diversos artistas: em 1992 a música foi regravada por Pena Branca e Xavantinho no CD "Renato Teixeira & Pena Branca e Xavantinho - Ao Vivo em Tatuí (Kuarup)"; em 2004 a música foi tema do remake da novela “A Escrava Isaura”, da Record TV, regravada pelo cantor e ator Jackson Antunes. Em 2024 a música foi tema do remake da novela Renascer, da Rede Globo, regravada pelo cantor pernambucano Martins.
Outras canções do cantor conhecidas pelo público são: "Recado para um amigo solitário", "Ave Cantadeira", "Voarás", "Sonho de Menino", "Cortinas de Ferro", "Tropeiro de Cantigas", "Vagando", "Valsa do Desencanto", "Precisamos de Amores" entre outras.

## Carreira

### Discografia
- 1982 - Jardim da Fantasia (RCA/BMG/Ariola) LP/CD
- 1984 - Uma janela dentro dos meus olhos (Independente) LP
- 1986 - Sonho de Menino (Independente) LP
- 1988 - Pintura (Independente) LP
- 1989 - Papagaio de Papel (Independente) LP
- 1990 - Mais uma Vez (Clave de Lua) LP
- 1991 - Paulinho Pedra Azul-10 anos/Coletânea (Clave de Lua) LP/CD
- 1992 - Uma História Brasileira (Clave de Lua) LP/CD
- 1994 - Quarenta (Velas/Clave de Lua) CD
- 1995 - Vivo (Velas/Clave de Lua) CD
- 1997 - 15 Anos (Clave de Lua) CD
- 1997 - O Instrumental Encantado (Clave de Lua) CD
- 1997 - As Estações do Homem (Clave de Lua) CD
- 1998 - Alma Expressa (Coletânea) (1998) (Clave de Lua) CD
- 1999 - E Lá Vou Eu Nessa Estrada (Escola de Canto Babaia) (Independente) CD
- 1999 - Samba Canção (Clave de Lua) CD
- 2000 - As Canções de Godofredo Guedes - Paulinho Pedra Azul e Wagner Tiso (NS Produções) CD
- 2002 - 20 Anos (Clave de Lua) CD
- 2004 - Os 50 Anos de Paulinho Pedra Azul (Clave de Lua) CD
- 2006 - 25 Anos (Clave de Lua) CD
- 2008 - Lavando A Alma (Clave de Lua) CD
- 2011 - Paulinho Pedra Azul - 30 Anos (Som Livre) CD
- 2016 - Paulinho Pedra Azul - 35 Anos de Carreira Volume 1 (Coletânea) (Independente)
- 2017 - Paulinho Pedra Azul - 35 Anos de Carreira Volume 2 (Coletânea)(Independente)
- 2018 - Paulinho Pedra Azul - 35 Anos de Carreira Volume 3 (Coletânea)(Independente)
- 2019 - Paulinho Pedra Azul - 35 Anos de Carreira Volume 4 (Coletânea)(Independente)
- 2023 - Paulinho Pedra Azul - 40 Anos de Cantoria (Coletânea) (Clave de Lua) CD [14]

### Livros publicados
- 1978 - Pedaço de Gente – Independente.
- 1984 - Borboleta Branca com Cheiro de Cravo (Infantil) – Independente.
- 1989 - Uma fada nos meus olhos (Infantil) – Editora Lê.
- 1990 - Conta Gotas – Editora Dino Sávio / Clave de Lua.
- 1990 - Soltando os Bichos (Infantil) – Editora Lê.
- 1990 - Borboleta Branca com Cheiro de Cravo (Adulto) – Editora do Brasil.
- 1991 - De Versos – Edições Giordano.
- 1992 - A Canção do Circo (Infantil) – Editora Lê.
- 1995 - A Menina da Janela (Infanto-Juvenil) – Editora Lê.
- 1995 - Quando se Olha pra Dentro – Editora Dino Sávio / Clave de Lua.
- 1998 - Do Bico do Passarinho Para o Bico da Caneta – Clave de Lua.
- 1999 - Uma Pedra no Caminho – Clave de Lua.
- 2000 - Dois Mundos – Clave de Lua.
- 2002 - Delírio Habanero (Pequeno Diário em Cuba) – Clave de Lua.
- 2004 - Poesia Noite e Dia – Clave de Lua.
- 2015 - Grão de Areia – Gulliver[15]
- 2016 - Soltando os Bichos – Gulliver[16]
- 2022 - Eu Conto – Caravana

### Prêmios e homenagens
- 1972 - Primeiro lugar - Festival de Poesia de Almenara-MG.
- 1973 - Honra ao Mérito - Pela participação em 4 movimentos (Pintura, Música, Poesia e Escultura na Areia) - Festival de Almenara- MG.
- 1976 - Melhor Intérprete, Festival de Música em Araçuaí-MG.

- 1980 - Primeiro Lugar - 1º FESTIVALE em Itaobim-MG.

- 1984 - Placa da Fundação Cultural do Alto Paranaíba - FUCAP - Patos de Minas.
- 1986 - Segundo lugar - Festival de Música Sertaneja do Norte de Minas (Prom. MOBRAL).
- 1989 - Placa de Prata da AMAZUL – 1º Encontro do Pedrazulense Ausente.
- 1989 - Placa de Prata da Rádio Galáxia - Coronel Fabriciano.
- 1990 - Placa de Prata "Recordista de Público no Teatro Atiaia" – Governador Valadares.
- 1992 - Troféu Corpo Livre – Pedra Azul.
- 1992 - Comenda Tiradentes – Polícia Militar do Estado de Minas Gerais.
- 1992 - Mérito Artístico Godofredo Guedes – Montes Claros.
- 1992 - Título de Cidadão Honorário de Belo Horizonte-MG.
- 1993 - Placa de Prata do Jequitibar – Belo Horizonte.
- 1994 - Placa de Prata do Colégio Imaculada Conceição – Belo Horizonte.
- 1995 - Prêmio "Altamente Recomendável" – Fundação Nacional do Livro Infantil e Infanto-Juvenil.
- 1995 - Placa de Prata do Colégio Delfim Moreira – Belo Horizonte.
- 1995 - Troféu Pró-Música melhor cantor – Belo Horizonte.
- 1995 - Troféu Faísca melhor cantor – Belo Horizonte.
- 1996 - Troféu Onda melhor cantor “AMIRT” – Belo Horizonte.
- 1996 - Mérito Artístico Rômulo Paes – Câmara Municipal de Belo Horizonte.
- 1997 - Título de Cidadão Honorário de Uberaba-MG.
- 1998 - Convidado especial no 1º Encontro de Culturas Irmãs na cidade de Havana – Cuba.
- 1999 - Troféu Aplauso – Governador Valadares.
- 1999 - Placa de Prata Projeto Novas Onhas do Jequi – Belo Horizonte.
- 2000 - Título de Cidadão Honorário do Rio de Janeiro-RJ.
- 2000 - Placa de Prata do Colégio Pampulha – Belo Horizonte.
- 2000 - Placa de Prata do Colégio Pitágoras Cidade Jardim – Belo Horizonte.
- 2000 - Troféu SESC/SATED – Melhor trilha sonora peça infantil "Soltando os bichos" - Parceria com Gilvan de Oliveira.
- 2002 - Troféu SESC/SATED – Melhor trilha sonora peça infantil "História sem pé nem cabeça" – Parceria com Sérgio Abritta e Geraldinho Alvarenga.
- 2002 - Troféu Bonsucesso de Artes Cênicas – AMPARC – Melhor trilha sonora peça infantil "História sem pé nem cabeça" – Com Sérgio Abritta e Geraldinho Alvarenga (2002).
- 2004 - Troféu Carlos Drummond de Andrade "Noite dos Notáveis" – Itabira.
- 2006 - Comenda dos Inconfidentes (Maior Honraria do Estado de Minas Gerais) Governo Aécio Neves – Diamantina.
- 2006 - Diploma de Honra ao Mérito da Ordem dos Músicos do Brasil.
- 2007 - Troféu Pró-Música Músico do Ano – Belo Horizonte.[17]
- 2007 - Troféu em Homenagem do Prêmio Mineiro de Música Independente.
- 2009 - Troféu Clara Nunes - Caetanópolis-MG.
- 2011 - Comenda da Paz Chico Xavier (100 anos) - Uberaba
- 2011 - Medalha Calmon Barreto (Governo de Minas Gerais)
- 2011 - Medalha João de Almeida (Maior honraria da cidade de Pedra Azul-MG, cidade natal do Paulinho)
- 2013 - Título de Cidadão Honorário de Governador Valadares - MG
- 2013 - Placa de Homenageado pelas relevantes contribuições com a cultura do Vale do Jequitinhonha-MG nos 32 anos do Festivale (30º FESTIVALE).